# Куршум джамия (Карлово)
Вижте пояснителната страница за други значения на Куршун джамия.
Куршун джамия (на турски: Kurşunlu Camii, „Оловна джамия“) е недействащ мюсюлмански храм - джамия, в град Карлово, България.
Намира се в парк „Демокрация“ на пресечката на улица „Генерал Гурко“ с булевард „Генерал Карцов“. Тя е най-старата запазена до днес постройка в града.

## История
Счита се, че местният владетел Али бей Карлъзаде издига джамията (1485-1486), като тя е наречена така заради своя оловен покрив. Според надписа върху плоча над входа на северната стена:
| „ | ...с помощта на Бога и военачалника му Али, син на Карлъ, възпитател на султан Джем, син на султан Мохамед, син на султан Мурад-хан. | “ |

Десет години по-късно Али бей с вакъфнаме от 15 април 1496 година, издадено в град Коня, превръща част от мюлка си във вакъфски имот, с който да се издържа джамията. От южната страна е имало тюрбе, около сградата – гробище, пазарището и големия хамам.
Сградата на джамията е обявена за паметник на културата, но не е стопанисвана, дори е използвана за склад. През ноември 2013 година е присъдена на Главното мюфтийство от Окръжния съд в Пловдив, но решението е обжалвано и не е влязло в сила. Археологически проучвания на терена на сградата и около нея чрез сондажи са предприети по инициатива на Община Карлово през 2015 г. поради необходимост от укрепване на сградата и адаптирането ̀и за музейни цели.

## Архитектура
Джамията е от типа на т.нар. „султански джамии“. Тя се състои от молитвен салон, портик пред входа от север и частично разрушено минаре към северозападния ъгъл. Върху квадрат със страна 10,4 м, се оформя
основното почти кубично тяло, върху което над дванадесетостенен барабан е куполът с височина от
пода 12,7 м. Фасадите са с „клетъчна зидария“ от лицево загладени големи камъни, оградени от четири страни с по две тухли, има останки от стенописи. Арки на четирите стени обхващат двата реда прозорци и релефно прекосяват цялата повърхност на стените. Западно от централния вход, под портика е имало водоизточник за извършване на ритуалното измиване (абдест). В началния вид, сградата е с преддверие с три куполчета върху четири гранитни колони – подобно на Ески джамия в Ямбол и Джумая джамия в Пловдив, които са от ХV в. и Фатих Мехмед джамия в Кюстендил и
Баня баши джамия в София от ХVІ в. 
Молитвеният салон има михрабна ниша на южната стена, а западно от михраба е мимберът. Встрани на входа е оформен балкон с дървена конструкция. Рамките на големите арки на стените в интериора на джамията са украсени с редове големи изправени червени трилистници.

## Археологически изводи
Постигнатите резултати от проучванията на терена около и под пода на Куршун джамия, показват че на това място има следи от ползването му за различни цели и през различни епохи. Най-ранните следи от ползване на мястото са късовете от груба ръчно работена керамика и една монетата на Аполония Понтика от ІV в пр. Хр. Новото 
използване на терена се датира около ХІІІ в. и насочва към жилище, частично вкопано в терена. Проучванията сочат също, че джамията е претърпяла преустройство след края на ХVІІ в.